# FR2PON!
FR2PON!は日本の女性アイドルグループ、YouTuber。愛称は「ふるぽん」｡Dream ARK所属。おこさまぷれ〜と｡の妹分グループ「ふる〜つぽんち。」としてデビュー。2023年に新メンバーを迎え新体制「FR2PON!」として活動している。

## 概要
YouTuberアイドルおこさまぷれ〜と。妹分オーディションを経て結成されたアイドルグループ（結成当初の名称｢ふる〜つぽんち。｣）。グループ名｢ふる〜つぽんち。｣はおこさまぷれ〜と元メンバーちゃきによって名付けられた。YouTubeチャンネルは、 ドッキリ企画や大食い企画、アイドルとしてのMV等を毎日投稿するメインチャンネル｢FR2PON! ふるぽん｣（毎日19:30投稿）メインチャンネルやライブの裏側のゆるい様子等を公開しているサブチャンネル｢ゆる2ぽん｣の2つのチャンネルで活動している。ファンネームは「ぽんず」。
2021年
- 6月18日初投稿『今日から女子5人で毎日投稿をはじめます』[5]にてYouTuberデビューを果たす。
- 11月20日『 blue bubbles』のMVをYouTubeにて公開。
- 11月27日 1st ライブ 『しゅわしゅわフレッシュ！』を開催

2022年
- 1月10日 『 ふるぽんの歌』のMVをYouTubeにて公開
- 1月29日 定期公演『 ふるぽんぱ〜ら〜』1部開催
- 2月11日 メンバーのうゆが家庭の事情で脱退することをYouTubeにて発表、定期公演『 ふるぽんぱ〜ら〜』vol.2開催
- 3月4日 おこさまぷれ〜と。の2期生かすみんが兼任メンバーとして加入
- 3月5日 定期公演 『 ふるぽんぱ〜ら〜』vol.3開催、『Dreamer』のMVをYouTubeにて公開
- 4月6日 定期公演 『 ふるぽんぱ〜ら〜』vol.4開催
- 6月19日 『 Life goz on』のMVをYouTubeにて公開
- 7月3日 定期公演 『 ふるぽんぱ〜ら〜』vol.5開催
- 9月4日 オーディションを経て新メンバーの、そると、あかねん、はるかの3名が加入
- 10月15日 『 スターフルーツ』のMVをYouTubeにて公開
- 10月19日 定期公演  『 ふるぽんぱ〜ら〜』vol.6開催

2023年
- 2月8日 登録者数10万人達成
- 2月14日 『 チョコっとLOVE』のMVをYouTubeにて公開
- 2月23日  定期公演 『 ふるぽんぱ〜ら〜』vol.7開催
- 3月19日 定期公演  『 ふるぽんぱ〜ら〜』vol.8開催
- 4月1日 メンバーのかすみんの兼任解除をYouTubeにて発表
- 4月7日 メンバーのあかねんがグループを脱退
- 5月13日 兼任メンバーのかすみんが卒業公演『かっちゃん、たくさんありがとう』をもって兼任解除
- 7月8日 定期公演  『 ふるぽんぱ〜ら〜』vol.9開催💗
- 8月6日 メンバーのゆめかとしふぉんのグループ卒業及びグループの活動休止をYouTubeにて発表

新メンバーオーディションの開催を発表
- 8月30日 メンバーのゆめかとしふぉんが卒業

活動休止(11月18日まで)
- 11月17日 新メンバーオーディション動画公開
- 11月18日 生配信にて合格者発表及び活動再開、グループ名ロゴの変更、お披露目ライブの開催を報告
- 12月17日 新体制初となる『Why me？』のMVをYouTubeにて公開
- 12月23日 お披露目ライブ 『天地開闢』を開催

2024年
- 1月21日 2ndライブ 『新春愉快』を開催
- 2月4日 『Cuz you！』のMVをYouTubeにて公開
- 2月11日 登録者数20万人達成
- 3月16日 登録者20万人突破記念公演！『三千世界』を開催
- 3月24日 『MURI』のMVをYouTubeにて公開
- 5月17日 登録者数30万人達成
- 6月16日 ワンマンライブ『幸福无量』を開催
- 6月20日 登録者数40万人達成
- 6月24日 『IKERU』のMVをYouTubeにて公開
- 7月19日 『ODORO』のMVをYouTubeにて公開
- 7月26日 登録者数50万人達成
- 8月4日 ステミレイツ復活祭 『LIGHTNING REBIRTH』に出演
- 8月17日 おこさまぷれ〜と｡、FR2PON!合同で『おこPON！』を開催
- 8月30日 『NACHU』のMVをYouTubeにて公開
- 10月25日 『アンハッピーハロウィン』のMVをYouTubeにて公開
- 11月2日『ハロウィンSPイベント 2024』を開催
- 12月3日 『ギミギミ』のMVをYouTubeにて公開
- 12月8日 ワンマンライブ『PON! PON!』を開催

- 2025年
- 1月12日 『ぽんず集会 Vol.1』を開催
- 2月22日 『DVD「PON！PON!」発売記念限定プレミアムイベント』を開催
- 3月15日 DreamARK『D-FES』に出演
- 4月1日 『みーててみてて』のMVをYouTubeにて公開
- 4月3日 『NIG FES2025』に出演
- 4月5日 ワンマンライブ『FR2PON!埼玉ぽんず化計画』をHEAVEN'S ROCK熊谷にて開催
- 4月8日 YouTubeチャネル登録者数60万人達成
- 6月1日『ぽんず集会 Vol.2』を開催
- 7月26日『ぽんず集会 Vol.3』を開催
- 7月28日 『しゅわしゅわサイダー』のMVをYouTubeにて公開
- 8月2日・3日 DreamARK『DreamSPARK2025』に出演
- 9月15日『ぽんず集会 Vol.4』を開催予定
- 10月19日 FR2PON!東名阪ツアー「虹幻泡楽」大阪公演を梅田BANGBOOにて開催予定
- 12月13日 FR2PON!東名阪ツアー「虹幻泡楽」名古屋公演を伏見LIONTHEATERにて開催予定

- 2026年
- 2月11日 FR2PON!東名阪ツアー「虹幻泡楽」東京公演をZepp Shinjukuにて開催予定

## メンバー
| 名前       | 生年月日       | 出身地 | 加入日         | メンバーカラー | ファンネーム   | 備考 |
| ---------- | -------------- | ------ | -------------- | -------------- | -------------- | ---- |
| ひーちゃん | 2000年11月25日 | 埼玉県 | 2021年6月18日  | 黄緑           | ひうい         |      |
| そると     | 2003年5月16日  | 奈良県 | 2022年9月4日   | 黄色           | そる党         |      |
| はるか     | 2005年8月26日  | 愛知県 | 2022年9月4日   | オレンジ       | はるるず       |      |
| まいまい   | 1997年4月2日   | 東京都 | 2023年11月18日 | ピンク         | まいまい組     |      |
| れんふぁ   | 1999年3月25日  | 東京都 | 2023年11月18日 | 赤             | れんふぁ狂     |      |
| もちのあん | 1999年9月30日  | 熊本県 | 2023年11月18日 | 青             | もちもち俱楽部 |      |

## リリース

### シングル 【ふる〜つぽんち。】
|     | 公開日         | タイトル               | 作詞             | 作曲         | Arranged       |
| --- | -------------- | ---------------------- | ---------------- | ------------ | -------------- |
| 1st | 2021年11月20日 | blue bubbles           | YUSA             | kabukin536   | ミヤジマジュン |
| 2nd | 2022年1月10日  | ふるぽんの歌           | YUSA, kabukin536 | kabukin536   | ミヤジマジュン |
| 3rd | 2022年3月5日   | Dreamer                | YUSA             | YUSA         | ミヤジマジュン |
| 4th | 2022年6月19日  | Life goz on            | YUSA             | YUSA, YOUSAY | ミヤジマジュン |
| 5th | 2022年10月15日 | スターフルーツ         | YUSA             | kabukin536   | ミヤジマジュン |
| 6th | 2022年12月23日 | クリスマスファンタジー | YUSA             | YUSA         | ミヤジマジュン |
| 7th | 2023年2月14日  | チョコっとLOVE         | YUSA             | YUSA         | ミヤジマジュン |

### シングル【FR2PON!】
|      | 公開日         | タイトル               | 作詞     | 作曲     | Arranged  |
| ---- | -------------- | ---------------------- | -------- | -------- | --------- |
| 1st  | 2023年12月17日 | why me?                | うみくん | うみくん | Toshihiro |
| 2nd  | 2024年2月4日   | Cuz you!               | うみくん | うみくん | Toshihiro |
| 3rd  | 2024年3月24日  | MURI                   | うみくん | うみくん | Toshihiro |
| 4th  | 2024年6月12日  | IKERU                  | うみくん | うみくん | Toshihiro |
| 5th  | 2024年7月19日  | ODORO                  | うみくん | うみくん | Toshihiro |
| 6th  | 2024年8月30日  | NACHU                  | うみくん | うみくん | Toshihiro |
| 7th  | 2024年10月25日 | アンハッピーハロウィン | うみくん | うみくん | Toshihiro |
| 8th  | 2024年12月3日  | ギミギミ               | うみくん | うみくん | Toshihiro |
| 9th  | 2025年4月1日   | みーててみてて         | うみくん | うみくん | Toshihiro |
| 10th | 2025年7月28日  | しゅわしゅわサイダー   | うみくん | うみくん | Toshihiro |